# Lloro por ti
«Lloro por ti» (рус. Плачу по тебе) — второй сингл испанского поп-певца Энрике Иглесиаса из его сборника «Enrique Iglesias: 95/08 Exitos», выпущенный в июле 2008 года на лейбле «Interscope Records».

## Общая информация
Хотя песня была в ротации радиостанций с марта 2008, официальным синглом песня была выпущена только в июле 2008. Впервые Энрике выступил с песней вместе с доминиканской группой Aventura на премии «Premios Juventu» 17 июля 2008.
Видео на песню впервые было выпущено 30 июня на телеканале «Ritmoson Latino». Также видео можно было посмотреть на YouTube.
Официальные ремиксы на песню сделал пуэрто-риканский дуэт Wisin y Yandel. Видео на ремикс было снято в Лос-Анджелесе, а премьера состоялась на MTV Tr3́s.

## Позиции в чартах
После того как песня достигла «десятки лучших» в Hot Latin Tracks, он два месяца не поднимался выше 2-й строчки. И только 8 ноября лидировал в чарте. Песня была лидером в чарте 2 недели. Как факт, у Энрике Иглесиас 19 синглов, которые лидировали в этом чарте.
| Чарта (2008)              | Пиковая позиция |
| ------------------------- | --------------- |
| Billboard Hot 100         | 91              |
| Billboard Hot Latin Songs | 1               |